# Tây Hồ (Huệ Châu)
Tây Hồ (tiếng Trung:惠州西湖) là một hồ nước nông tại nội thành thành phố Huệ Châu, tỉnh Quảng Đông, Cộng hòa Nhân dân Trung Hoa. Đây là một trong những khu danh thắng phong cảnh trọng điểm quốc gia của Trung Quốc. Diện tích khu phong cảnh Tây Hồ Huệ Châu rộng 3,2 km², trong đó diện tích mặt nước là 1,68 km², cảnh quan này do "5 hồ, 6 cầu, 18 cảnh" tạo thành. Tên gọi Tây Hồ có nguồn gốc sớm nhất từ khi Tô Thức thời sơ triều Bắc Tống bị biếm chức đến Huệ Châu làm thơ, Tây Hồ Huệ Châu cũng nhờ có sự truyền bá của thơ của Tô Thức mà nổi danh, đến nay Tây Hồ Huệ Châu còn lưu lại các di tích có liên quan tới Tô Thức như Tô Đê (đê Tô), cầu Tây Tân, mộ Vương Triều Vân. Trong lịch sử Trung Hoa, Tây Hồ Huệ Châu cùng với Tây Hồ, Hàng Châu, Tây Hồ, Dĩnh Châu hợp thành 3 đại Tây Hồ của Trung Quốc.

## Lịch sử

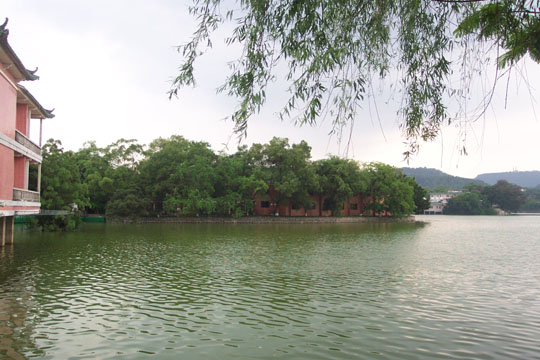
Phong Hồ, Phong Hồ hiện nay tạo thành mộ trong năm hồ của Tây Hồ Huệ Châu

Thời Đông Hán, Tây Hồ Huệ Châu là một nơi hoang dã, thời Đông Tấn người ta đã xây dựng bên hồ chùa gọi là Đông Hưng Tự, thời kỳ nhà Đường đổi tên thành Khai Nguyên Tự, trong thời kỳ Đường Trung Tôn, một tòa tháp có tên Tứ Châu Tháp nằm ở trên Tây Sơn đã được xây xong. Trương Chiêu Viễn thời Bắc Tống trong thời gian cư ngụ tại một xóm nhỏ ở Huệ Châu đã mệnh danh hồ này là Lang Quan Hồ. Một người khác cùng triều đại là Dư Tĩnh đã viết từ cú « Trùng sơn Hạ Lĩnh, ẩn ánh nham cốc, trường khê đái bàn, hồ quang tương chiếu » (重山复岭，隐映岩谷，长溪带蟠，湖光相照) là một trong những giai từ mô tả Tây Hồ sớm nhất. Năm thứ 3 Trị Bình Bắc Tống (1066), tri châu của Huệ Châu là Trần Xưng đã xây một số công trình ở trên hồ: đê Bình Hồ, Bắc Kiều, cùng với đình Khổng Tự trên đảo Điểm Thúy trên hồ, đình Hồ Quang, nuôi cá trong hồ và cho dân thu hoạch do đó lúc này hồ được gọi là Phong Hồ (hồ sung túc).
Năm thứ nhất Chiêu Thánh Bắc Tống (1094), Tô Thức bị triều đình biếm chức đến Huệ Châu sinh sống, dắt theo thê thiếp Vương Triều Vân và con trai là Tô Quá sống 3 năm tại Huệ Châu, thường đi du lãm Tây Hồ và đã viết nhiều bài thơ vịnh ngâm về Tây Hồ. Năm Chiêu Thánh thứ hai (1095) ông đã viết «Giang nguyệt ngũ đầu» là bài thơ sớm nhất lấy Tây Hồ Huệ Châu làm chủ đề vịnh ngâm
.
Tô Thức còn quyên góp tiền xây cầu và sửa đê trên hồ, tháng 6 năm thứ 3 Chiêu Thánh đê và Tây Tân Kiều xây xong. Người đời sau đã đặt tên con đê này là Tô Đê để tưởng nhớ đến ông. Cùng năm đó, ái thê của Tô Thức là Triều Vân tạ thế, Tô Thức đã cho anh táng bà trong rừng thông dưới Tháp Đại Thánh Tây Hồ Huệ Châu (hiện nay là Tứ Châu Tháp), trên mộ cho xây Lục Hòa Đình để tưởng nhớ vợ.

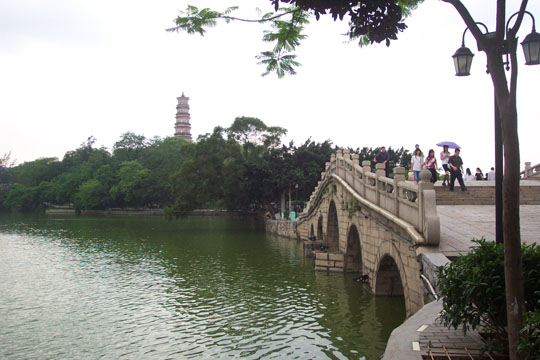
Tô Thức xây Tô Đề và Tây Tân Kiều

Năm Thuần Hữu thứ 4 (1244), Huệ Châu đã xây Tụ Hiền Đường, sau này đổi tên thành Phong Hồ Thư Viện. Ban đầu Phong Hồ Thư Viện nằm ở Ngân Cang Lĩnh, năm 33 đời Khang Hy nhà Thanh (1695) thì dời đến trên bán đảo Phong Hồ, vào thời nhà Minh và nhà Thanh, Phong Hồ Thư Viện là phủ học thuật cao nhất của Huệ Châu. Thời kỳ chiến tranh giữa nhà Thanh và Trung Hoa Dân Quốc, Phong Hồ Thư Viện bị phá hủy, nhiều lần được trùng tu, di tích Phong Hồ Thư Viện còn tại đa phần là vào thời kỳ năm thứ 6 Gia Khánh (1801)

## Địa lý
Tây Hồ Huệ Châu là một hồ cạn nằm trong thành phố thuộc khí hậu bán nhiệt đới. Diện tích khu cảnh quan hồ là 3,2 km², diện tích mặt hồ là 1,68 km², chu vi 16 km, do các hồ: Nam Hồ, Phong Hồ, Bình Hồ, Ngạc Hồ và Lăng Hồ liên hợp với nhau tạo thành, theo số liệu năm 1989, diện tích mặt nước Tây Hồ Huệ Châu chiếm 12,2% của quận Kiến Thành thuộc thành phố Huệ Châu. Độ sâu trung bình của hồ là 1,5 m, riêng Ngạc Hồ và Nam Hồ có độ sâu trung bình 3–4 m, độ sâu của nước phân bố cơ bản là bốn phía sâu còn ở giữa nông. Khu vực Tây Hồ nằm ở khu vực khí hậu gió mùa cận nhiệt đới, lượng mưa dồi dào. Tây Hồ Huệ Châu nằm trong khu thành thị, trong thập niên 1980, do sự phát triển kinh tế của thành phố, nước hồ bị ô nhiễm nghiêm trọng, những năm gần đây, do các biện pháp nạo vét đáy và dẫn nước mới vào, nạn ô nhiễm đã được khống chế nên nước hồ đã lộ rõ đặc trưng làm giàu dinh dưỡng, nước hồ lấy lại màu xanh, trong vắt tận đáy, các loại thủy sinh hiếm trong hồ đã sinh trưởng, loại tảo phù du lại chiếm ưu thế. Trong các hồ hợp thành Tây Hồ thì Nam Hồ có sự hồi phục thủy sinh cao nhất.
Tây Hồ Huệ Châu có vai trò rất lớn đối với môi trường sinh thái của thành phố Huệ Châu, mùa hè giúp giảm nhiệt độ của thành phố, có tác dụng điều hòa đảo nhiệt độ đô thị. Tây Hồ và khu vực đô thị trong vòng vài trăm mét xung quanh hồ về mùa hè có chênh lệch nhiệt độ thấp hơn khu vực khác từ 3-4℃. Mặt nước của hồ cũng có hiệu ứng làm sạch bầu không khí ô nhiễm của thành phố, đặc biệt vào mùa đông, giảm 82% lượng khói bụi trong thành phố còn vào mùa xuân và mùa thu thì làm giảm khoảng 29% lượng khói bụi. Tây Hồ còn có tác dụng bổ sung lượng nước ngầm cho thành phố Huệ Châu.
|  |  |
|  |  |